# بوفتولول
بوفتولول (انگلیسی: Bufetolol) یک آنتاگونیست گیرنده بتا آدرنرژیک است.